# 杜安卿
杜安卿（英語：Joaquin Duato，1962年4月1日—）是一位美国-西班牙企业家，强生公司现任董事长兼首席执行官。中文名叫杜安卿。

## 生平
1962年出生于西班牙瓦倫西亞，受家庭影响比较深，母亲是护士，祖父是儿科医生，祖母是药剂师，他会说英语、西班牙语和意大利语。 毕业于雷鸟全球管理学院。1989年加入杨森制药西班牙公司，2002年移居美国，2011年升为执行副总裁，2018年升为执行委员会副董事长。2021年8月被任命为首席执行官，2022年3月正式生效。2022年11月被任命为董事长，2023年1月正式生效。

## 财富
2023年成为全球制药公司薪酬最高的首席执行官，收入为2840万美元，比2022年增长了117%。